# 顧毅宏
顧毅宏（英語：Christopher Brian Cluer，1937年9月17日—），英國皇家空軍軍官及香港官員，首任香港政府飛行服務隊總監。顧早年在英國皇家空軍效力，在1967年時被軍方委任為空軍上尉。顧的政府飛行服務隊總監任期由服務隊成立日1993年4月1日開始，原定至1998年4月1日完結，但及後卻在1996年7月31日提早離任，由畢耀明接任。